# Măureni
Măureni is een Roemeense gemeente in het district Caraș-Severin.
Măureni telt 2677 inwoners.